# Calathea singularis
Calathea singularis är en strimbladsväxtart som beskrevs av H.Kenn. Calathea singularis ingår i släktet Calathea och familjen strimbladsväxter. Inga underarter finns listade.